# Levaía
Levaía är en ort i Grekland.   Den ligger i prefekturen Nomós Florínis och regionen Västra Makedonien, i den norra delen av landet, 300 km nordväst om huvudstaden Aten. Levaía ligger 631 meter över havet och antalet invånare är 919.
Terrängen runt Levaía är kuperad österut, men västerut är den platt. Runt Levaía är det glesbefolkat, med 17 invånare per kvadratkilometer. Närmaste större samhälle är Ptolemaida, 14,6 km söder om Levaía. Trakten runt Levaía består till största delen av jordbruksmark.